# 13122 Dráva
A 13122 Dráva (1994 CV9) egy, a fő kisbolygóövbe tartozó kisbolygó, melyet 1994. február 7-én fedezett föl Eric Walter Elst az Európai Déli Obszervatóriumban. Nevét a Dráva folyóról kapta.